# Вільгельм Вайнберґ
Вільгельм Вайнберґ (нім. Wilhelm Weinberg; 1862, Штутгарт — 1937, Тюбінген) — німецький лікар, в 1908 році незалежно від англійського математика Ґодфрі Гарді сформулював узагальнення, відоме як Закон Гарді — Вайнберґа.

## Біографія
Вільгельм Вайнберґ народився в Штутгарті в єврейській родині. Вайнберґ вивчав медицину в Тюбінгені і Мюнхені та отримав в 1886 році ступінь доктора медицини. У 1889 році він повернувся в Штутгарт, де мав велику загальну, а також акушерську та гінекологічну практику. Крім лікарської практики, він цікавився і теоретичними питаннями, заснував Штутгартське товариство расової гігієни і був його президентом.
Більшу частину життя він провів вивчав медичну статистику та генетику людини, включаючи проблеми вивчення близнюків, мутацій, і додатки законів успадкування до популяцій. За кілька років до смерті він залишив практику і переселився в Тюбінген, де і помер. Його роботи в царині генетики й епідеміології були опубліковані німецькою мовою і стали широко відомі за межами німецького мовного ареалу лише після його смерті.

## Основні твори
- Weinberg, W. Über den Nachweis der Vererbung beim Menschen. Jahrhefte des Vereines für Vater. Naturkunde in Württemberg, 1908.